# 土蜜藤
土蜜藤（学名：Bridelia stipularis）为大戟科土蜜树属下的一个种。

## 扩展阅读
- 維基物種上的相關：土蜜藤